# 卡特琳·托马
卡特琳·托马（德語：Katrin Thoma，1990年8月7日—），德国女子赛艇运动员。她曾代表德国参加世界赛艇锦标赛，获得一枚金牌、一枚银牌和一枚铜牌，均来自女子轻量级四人双桨项目。